# Oxalis fourcadei
Oxalis fourcadei är en harsyreväxtart som beskrevs av Salter. Oxalis fourcadei ingår i släktet oxalisar, och familjen harsyreväxter. Inga underarter finns listade i Catalogue of Life.